# Кампо ди Маре (Бриндизи)
Кампо ди Маре (итал. Campo di Mare) је насеље у Италији у округу Бриндизи, региону Апулија.
Према процени из 2011. у насељу је живело 24 становника. Насеље се налази на надморској висини од 11 м.